# Клаус Кінкель
Клаус Кінкель (нім. Klaus Kinkel; 17 грудня 1936, Метцінген — 4 березня 2019, Занкт-Аугустін) — німецький державний і політичний діяч.

## Біографія
Здобув освіту в університеті Штутгарта та університеті Тюбінгена, доктор права. Співробітник міністерства внутрішніх справ Німеччини, потім міністерства закордонних справ. Керівник Федеральної розвідувальної служби Німеччини в 1979–1982 роках. Державний секретар міністерства юстиції у 1982—1991 роках.
Міністр юстиції Німеччини в 1991–1992 роках. Міністр закордонних справ Німеччини в 1992—1998 роках. Одночасно віце-канцлер Німеччини в 1993–1998 роках. Член ВДП, її голова в 1993—1995 роках.
Був членом Бундестагу Німеччини з 1994 по 2002 рік від землі Баден-Вюртемберг. З 1998 по 2002 — заступник голови фракції ВДП.
Після виходу з уряду в 1998 році він працював юристом і брав участь у багатьох благодійних заходах.
Був одружений. Мав 3 дітей.